# 安娜贝尔·弗农
安娜贝尔·弗农（英語：Annabel Vernon，1982年9月1日—），英国女子赛艇运动员。她曾代表英国参加2008年和2012年夏季奥林匹克运动会赛艇比赛，其中2008年奥运会获得一枚银牌。